# Heilig-Geist-Kirche (Ergenzingen)

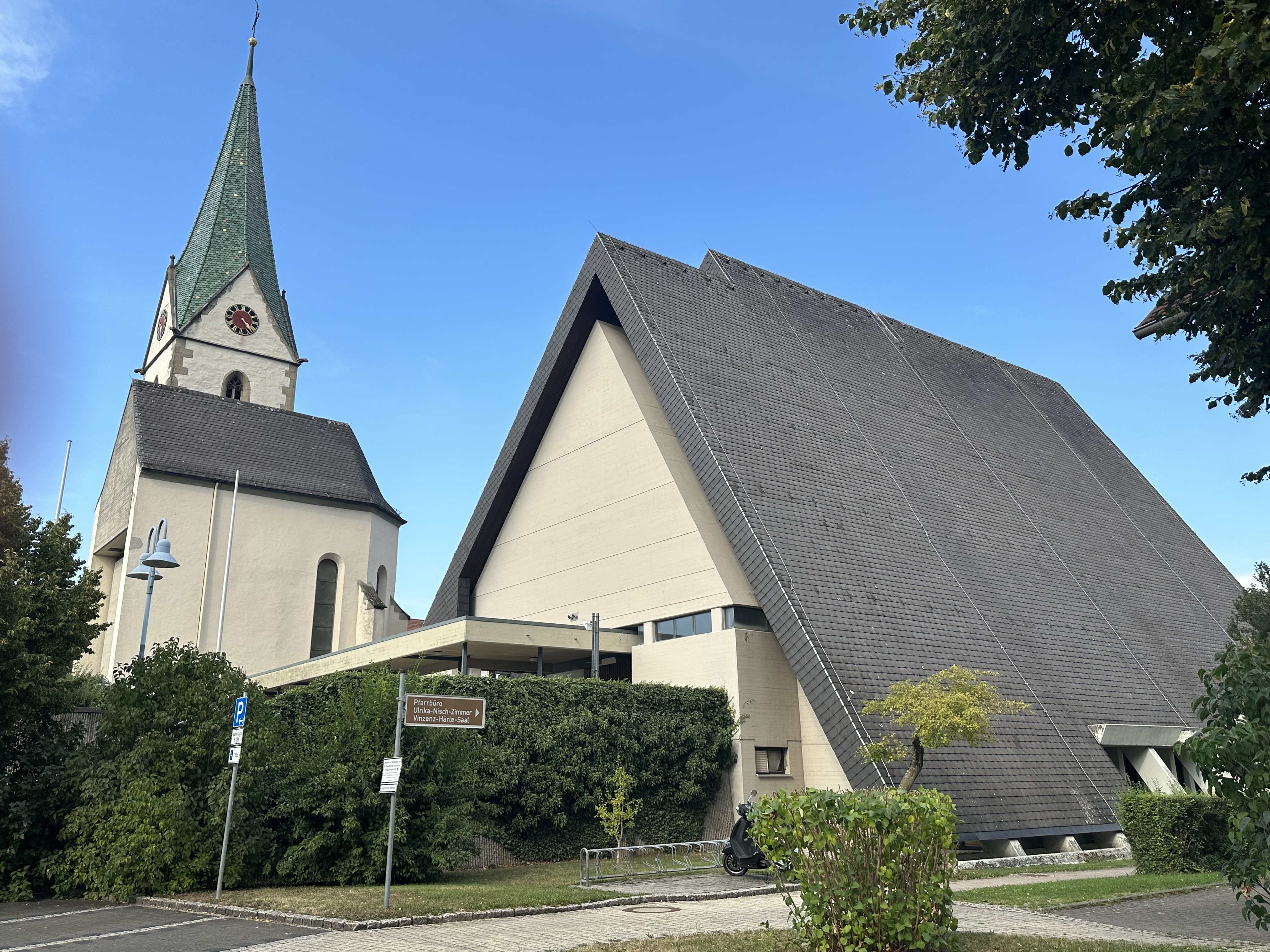
Heilig-Geist-Kirche in Ergenzingen, links Turm und Chor des Vorgängerbaus, rechts der Neubau

Die römisch-katholische Heilig-Geist-Kirche steht in Ergenzingen, einem Stadtteil von Rottenburg am Neckar im Landkreis Tübingen in Baden-Württemberg. Die Kirchengemeinde gehört zur Diözese Rottenburg-Stuttgart. Die Kirche ist als Denkmal beim Landesamt für Denkmalpflege Baden-Württemberg eingetragen.

## Beschreibung

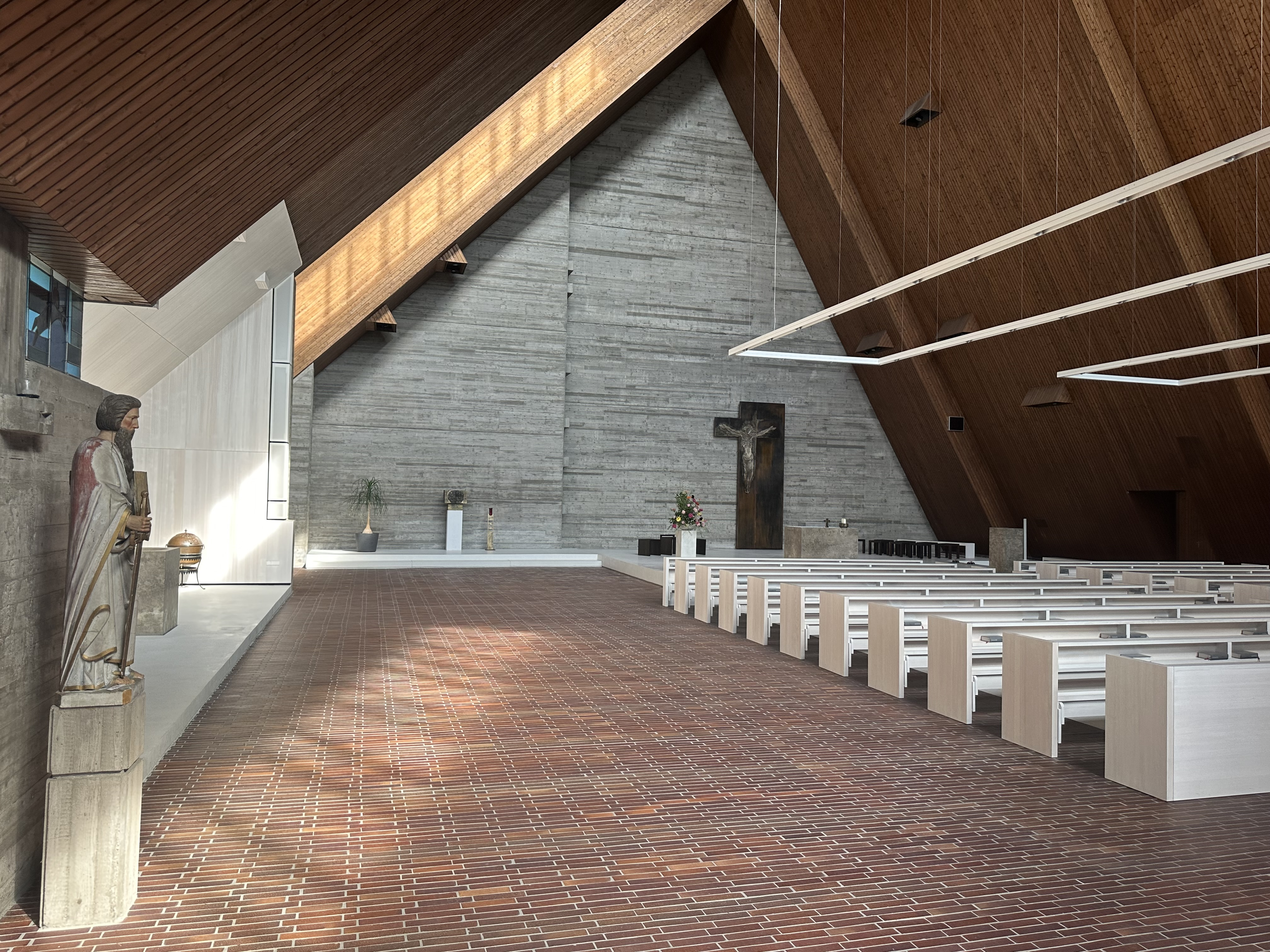
Blick zum Altar

Das Langhaus des Vorgängerbaus wurde abgerissen, erhalten geblieben ist als Kapelle der dreiseitig geschlossene Chor im Osten, an dessen Nordwand ein gotischer Chorflankenturm steht. Südlich davon wurde 1967 ein neues Kirchengebäude errichtet, das mit einem gedeckten Gang mit der Kapelle verbunden ist.
Die Orgel wurde 1992 als Opus 205 von Stehle Orgelbau errichtet.